# Estación de Ribera
Ribera es una estación de tranvía de Bilbao. Está situada junto al Mercado de la Ribera y conecta con las líneas de Bilbobus. 
La estación es de andén y vía única.

## Accesos
- C/ Ribera, 20